# Secret Love Song
Secret Love Song is een nummer van de Britse meidengroep Little Mix uit 2016, in samenwerking met de Amerikaanse zanger Jason Derulo. Het is de derde single van Get Weird, het derde studioalbum van Little Mix.
"Secret Love Song" is een ballad die gaat over onbeantwoorde, verboden liefde die gesloten deuren verborgen moet blijven en niet getoond mag worden op openbare plekken zoals straten en dansvloeren. Het nummer wordt vanuit twee perspectieven verteld; dat van het meisje (Little Mix), en van de jongen (Derulo). De ballad werd vooral op de Britse eilanden een hit, met een 6e positie in het Verenigd Koninkrijk. In Nederland deed de plaat niets in de hitparades, terwijl in Vlaanderen alleen de Tipparade werd gehaald.
Later werd er nog een tweede versie van het nummer opgenomen zonder Derulo, genaamd Secret Love Song, Pt II.

## Tracklijst
- Muziekdownload

1. "Secret Love Song" - 4:09